# جوجو موچیاچیو
آنتونی پاول "جوجو" موچیاچیو جونیور (به انگلیسی: Anthony Paul "JuJu" Mucciaccio Jr؛ زادهٔ ۱۰ ژانویهٔ ۱۹۳۸ – درگذشتهٔ ۱ ژانویهٔ ۲۰۲۵) مدیر پارک‌ها و مکان‌های گردشگری ایالات متحده آمریکا در ددهام، ماساچوست بود.
منشی شهر پل مونچباخ، وی را به عنوان کسی که «تمام زندگی خود را وقف شهر کرده» توصیف کرد.

## درگذشت
موچیاچیو در ۱ ژانویهٔ ۲۰۲۵، در سن ۸۶ سالگی درگذشت.